# Mõndavere
Mõndavere es un pueblo ubicado en el municipio de Kadrina, en el condado de Lääne-Viru, Estonia.

## Superficie
Posee una superficie de 14,08 kilómetros cuadrados.

## Demografía
Hasta 2021 la población era de 14 habitantes, con una densidad de población de 0,9944 habitantes por kilómetro cuadrado.